# Annihilátor (gyűrűelmélet)
Az annihilátor vagy annullátor a matematikában, azon belül a moduluselméletben a torziót illetve ortogonalitást általánosító fogalom.

## Definíció
Legyen {\displaystyle R} egy gyűrű, {\displaystyle M} egy {\displaystyle R}-balmodulus, {\displaystyle \emptyset \neq S\subseteq M} egy nemüres részhalmaz. Ekkor az {\displaystyle S} halmaz annihilátora
{\displaystyle \operatorname {Ann} _{R}(S)=\{r\in R\mid \forall s\in S:\,rs=0\}}.
Ez azon {\displaystyle R}-beli elemek halmaza, amik „annihilálják” {\displaystyle S}-et. A definíció balmodulus helyett jobbmodulusra is alkalmazható, ekkor {\displaystyle rs=0} helyett értelemszerűen {\displaystyle sr=0} írandó.
Egyetlen {\displaystyle x\in M} elem annihilátorát rendszerint {\displaystyle \operatorname {Ann} _{R}(\{x\})} helyett a rövidebb {\displaystyle \operatorname {Ann} _{R}(x)} jelöli. Továbbá ha a kontextusból világos, hogy mely gyűrű feletti modulusról van szó, az {\displaystyle R} index elhagyható.
Mivel {\displaystyle R} modulus önmaga felett, {\displaystyle S} vehető {\displaystyle R} egy részhalmazának is. Azonban mivel {\displaystyle R} egyszerre bal- és jobbmodulus is önmaga felett, a jelölésből egyértelműnek kell lennie, hogy éppen melyik oldali modulusról, és így melyik oldali annihilátorról van szó. Erre például az {\displaystyle \ell .\operatorname {Ann} _{R}(S)} illetve {\displaystyle r.\operatorname {Ann} _{R}(S)} jelölések használhatók (ahol {\displaystyle \ell } a bal (left), {\displaystyle r} a jobb (right) rövidítése).
Ha az {\displaystyle M} {\displaystyle R}-modulusra {\displaystyle \operatorname {Ann} _{R}(M)=0}, akkor {\displaystyle M}-et hűséges modulusnak nevezzük.

## Tulajdonságok
Ha {\displaystyle M} egy {\displaystyle R}-balmodulus és {\displaystyle \emptyset \neq S\subseteq M}, akkor {\displaystyle \operatorname {Ann} _{R}(S)} balideál {\displaystyle R}-ben. A bizonyítás triviális: ha {\displaystyle a,b\in \operatorname {Ann} _{R}(S)}, akkor minden {\displaystyle s\in S}-re {\displaystyle (a+b)s=as+bs=0+0=0} és minden {\displaystyle r\in R}-re {\displaystyle (ra)s=r(as)=r\cdot 0=0}. (A jobbmodulusokra és jobbideálra vonatkozó analóg állítás is igaz.)
Ha {\displaystyle S\leq M} részmodulus, akkor {\displaystyle \operatorname {Ann} _{R}(S)} kétoldali ideál lesz, ugyanis minden {\displaystyle t\in R}-re {\displaystyle (at)s=a(ts)=0}, mert {\displaystyle ts\in S}.
Ha {\displaystyle \emptyset \neq S\subseteq M} és {\displaystyle N=\langle S\rangle \leq M} az {\displaystyle S} által generált részmodulus, akkor {\displaystyle \operatorname {Ann} _{R}(N)\subseteq \operatorname {Ann} _{R}(S)}, és a tartalmazás lehet szigorú. Ha {\displaystyle R} kommutatív, akkor könnyen ellenőrizhető, hogy tartalmazás helyett egyenlőség áll.
{\displaystyle M} tekinthető {\displaystyle R/\operatorname {Ann} _{R}(M)}-modulusnak is a {\displaystyle {\overline {r}}m:=rm\,} szorzással (ahol {\displaystyle {\overline {r}}} jelöli {\displaystyle r} képét a faktorgyűrűben). Általánosságban ez nem minden {\displaystyle I\subseteq R} ideál esetében ad jóldefiniált modulusstruktúrát {\displaystyle M}-en, de ha {\displaystyle I\subseteq \operatorname {Ann} _{R}(M)}, akkor a szorzás jóldefiniált lesz. Ha {\displaystyle R/\operatorname {Ann} _{R}(M)}-modulusként tekintjük, akkor {\displaystyle M} automatikusan hűséges modulus.

## Fordítás
- Ez a szócikk részben vagy egészben  az   Annihilator (ring theory) című angol Wikipédia-szócikk ezen változatának fordításán alapul.  Az eredeti cikk szerkesztőit annak laptörténete sorolja fel. Ez a jelzés csupán a megfogalmazás eredetét és a szerzői jogokat jelzi, nem szolgál a cikkben szereplő információk forrásmegjelöléseként.